# 卡蒂马穆利洛
卡蒂马穆利洛（英語：Katima Mulilo），是纳米比亚东北角卡普里维地带的最大城市，位于赞比西河南岸，緊鄰國界，和北岸尚比亞的塞谢凯相望。该城是贊比西區的首府，人口22700人（2001年）。
该城由英国殖民当局建立于1935年，以取代原德国占领当局修建的地区行政中心舒克曼斯堡。1937年，该城正式成为卡普里维地带的首府。